# Una giornata particolare
Una giornata particolare (Een bijzondere dag) is een Italiaanse speelfilm uit 1977 onder regie van Ettore Scola. Achtergrond van de film is het bezoek dat Adolf Hitler in mei 1938 brengt aan zijn Italiaanse bondgenoot Benito Mussolini. Aan het begin van de film worden documentairebeelden getoond van de aankomst per trein van Hitler op 3 mei op Station Ostiense te Rome. De film zelf speelt zich af op 6 mei 1938, de dag van de grote parade.

## Verhaal
Rond zes uur 's ochtends hangt de conciërge van een flatgebouw een grote hakenkruisvlag en een Italiaanse vlag aan de balustrades van een flat. Op de zesde verdieping staat de huisvrouw Antonietta linten en sjerpen te strijken voor haar zes kinderen, die de grote parade van het Italiaanse leger gaan aanschouwen. Ze loopt van kamer naar kamer, doet de lichten aan, maakt haar zes kinderen en man wakker. Als iedereen gekleed is, meer of minder uniformachtig, vertrekken ze. Vrijwel de hele flat loopt leeg, veel laarzen, veel zwart, maar Antonietta blijft thuis vanwege huishoudelijk werk. Ook de conciërge blijft thuis, zij groet de vertrekkenden enthousiast met een fascistische groet.
Na wat vermoeid uitgevoerde klusjes is het voeren van de beo aan de beurt. De vogel ontsnapt, vliegt naar buiten en gaat op een richel aan de overkant zitten. Daar blijkt weliswaar iemand thuis te zijn, maar de man merkt niets. Hij zit enveloppen te schrijven (voor reclameboodschappen, een klusje om aan geld te komen, blijkt later), er ligt een pistool. Antonietta belt bij hem aan, en samen weten ze de vogel te vangen. Er liggen stapels boeken; de man is aan het uitzoeken wat hij wel en niet mee zal nemen. Hij geeft haar een boek (De drie musketiers), maar zij legt het terug. Hij maakt een dansje, een rumba, door de kamer en neemt haar bij de arm, maar zij kan niet dansen. De muziek die hij opgezet heeft wordt vervolgens overstemd door de radio van de conciërge, die het verslag van de parade over de binnenplaats laat schallen. 'Dit is geen muziek om op te dansen.' Ze stellen zich aan elkaar voor en zij gaat terug naar huis. Ook al zijn bij haar emoties ontwaakt.
Later belt de man, Gabriele, bij haar aan om het boek te geven. Ze nodigt hem op de koffie. Hij merkt een plakboek op met allemaal foto's van de duce Mussolini, en het plakboek blijkt van haar te zijn. Hij had misschien een antifasciste in haar verwacht, omdat ze niet naar de parade is. De conciërge belt aan en waarschuwt haar voor het bezoek, de man is ontslagen en fout. Antonietta schenkt er enig geloof aan en doet bits tegen Gabriele. Ze gaat op het dak de was binnenhalen en hij gaat mee om niet langs de conciërge naar zijn eigen huis te hoeven. Ze begint de was op te vouwen en hij probeert haar aan het lachen te krijgen door haar te laten schrikken. Ze moet lachen, maar schrikt omdat ze merkt dat ze gevoelens voor hem begint te krijgen en wil hem bits wegjagen. Wanneer Gabriele vraagt wat er mis is, vraagt ze hem weg te gaan omdat ze zich moeilijk tegen haar gevoelens kan verzetten. Ze probeert hem te kussen, maar hij reageert niet en zegt in bedekte termen dat hij homo is. Ze slaat hem en wil zo snel mogelijk van hem weg. Ze is boos omdat ze zich heeft laten gaan terwijl er niets van zal komen en hij niet op haar valt. Hij wordt boos op haar omdat ze hem durft te bekritiseren terwijl zij degene is die net heeft geprobeerd een affaire aan te knopen. Ze vlucht naar haar appartement en hij schreeuwt haar na waarom hij ontslagen is als radiopresentator, hij is subversief, homoseksueel, nicht.
Nog weer wat later op de dag belt zij bij hem aan om te zeggen dat het haar spijt. Gabriele laat Antonietta binnen, ze delen een omelet, hij legt op rustige toon zijn aard bloot. Hij vertoonde zich nog expres in het openbaar met een vriendin, en kreeg van een arts een verklaring dat hij geen homo was. Maar ja, hadden zijn werkgevers gezegd, als je met zo'n verklaring op zak loopt... en ze hadden hem toch ontslagen. (De radio schalt nog steeds, het Horst Wessellied klinkt, de menigte scandeert 'Duce, Duce, Duce' of 'Führer' op z'n Italiaans: 'Furer'.) Antonietta is ontdaan, aait hem en het draait uit op vrijen. Zij is de actieve, hij laat haar begaan, zij wist niet dat het op zo'n mooie manier kon, hij zegt 'het is fijn, maar het verandert niets'. Dan komen de bezoekers van de parade thuis en Antonietta haast zich via het dak naar huis.
Af en toe werpt ze een blik naar de overkant, ze hoort niet wat aan tafel door man en kinderen allemaal verteld wordt. Ze doet de afwas terwijl iedereen naar bed gaat en zij wimpelt de uitnodiging van haar man af (hij: 'dit is een dag om te vieren, dan maken we een zevende die we Adolfo noemen' (bij het zevende kind gaf het fascistische regime een premie, zoals eerder in de film vermeld werd), zij: 'niet vanavond'). Ze gaat bij het raam zitten lezen in het boek van Gabriele, ze ziet hem aan de overkant rondlopen, ze ziet dat het licht uitgaat, ze ziet dat hij door twee mannen weggevoerd wordt. Waarschijnlijk om, net als zijn vriend een jaar eerder, naar Sardinië gedeporteerd te worden. (Hij weet eerder in de film al dat ze zullen komen, een zelfmoord ("ik had bijna iets doms gedaan' zegt hij zijn vriend door de telefoon) is voorkomen door de vogel en Antonietta.) Ze doet in alle kamers de lichten uit, gaat in bed liggen en doet ook het lampje bij het bed uit.

## Rolverdeling
| Acteur                  | Personage               |
| ----------------------- | ----------------------- |
| Sophia Loren            | Antonietta              |
| Marcello Mastroianni    | Gabriele                |
| John Vernon             | Emanuele                |
| Françoise Berd          | Conciërge               |
| Patrizia Basso          | Romana                  |
| Tiziano De Persio       | Arnaldo                 |
| Maurizio Di Paolantonio | Fabio                   |
| Antonio Garibaldi       | Littorio                |
| Vittorio Guerrieri      | Umberto                 |
| Alessandra Mussolini    | Maria Luisa             |
| Nicole Magny            | Dochter van de officier |

De film werd geproduceerd door Carlo Ponti - echtgenoot van hoofdrolspeelster Sophia Loren - en is opgenomen in een enorm dubbel uitgevoerd flatcomplex met twee binnenpleinen, de twee Palazzi Federici of Falansterio Federici van architect Mario De Renzi aan de Viale XXI Aprile (XXI = ventuno) tussen Via (Enrico) Stevenson, Via (Famaniano) Nardini en Via (Costantino) Corvisieri in Rome. Dit complex is in 1931 gebouwd door de aannemer Federici - vandaar de naam - tijdens de hausse van bouwactiviteiten van het fascistische regime en was bedoeld voor ambtenaren - zoals in de film de man van Antonietta die bij het Ministerie van Koloniën (afdeling Oost-Afrika) werkt en Gabriele de radiopresentator bij de omroep EIAR, de voorloper van de huidige RAI. Ettore Scola nam nog een film in dit complex op: Romanzo di un giovane povero (1995) met in de hoofdrol Alberto Sordi.

## Nominaties en prijzen
De film werd genomineerd voor de Oscar voor beste niet-Engels gesproken film, en hoofdrolspeler Marcello Mastroianni werd genomineerd voor Beste acteur. Zeven andere filmprijzen werden Una giornata particolare daadwerkelijk toegekend, waaronder zowel een Golden Globe als een César voor beste buitenlandse film en Premi David di Donatellos voor beste regisseur en beste actrice (Sophia Loren).

## Trivia
- Opvallend is het cameo-optreden in de film van de 14-jarige Alessandra Mussolini, de kleindochter van de fascistische leider en een nicht van hoofdrolspeelster Sophia Loren.[2] Alessandra speelt de rol van dochter Maria Luisa.